# Prijs van de Vlaamse Gemeenschap voor Poëzie
De Prijs van de Vlaamse Gemeenschap voor Poëzie is een driejaarlijkse Cultuurprijs die door de Vlaamse Gemeenschap wordt toegekend aan een dichter die in de drie voorafgaande jaren literair werk publiceerde dat door zijn opmerkelijke kwaliteit in de aandacht kwam. De prijs bedraagt 12.500 Euro.
Deze literatuurprijs is de voortzetting van de driejaarlijkse Belgische Staatsprijs voor poëzie, in 1927 opgericht. Sinds de tweede staatshervorming van 1980 is dit een driejaarlijkse Prijs van de Vlaamse Gemeenschap voor poëzie geworden. Vanaf  2003 maakt deze literatuurprijs deel uit van de driejaarlijkse literatuurprijzen die uitgereikt worden als Cultuurprijzen Vlaanderen.

## Laureaten

### Staatsprijs
- 1929: Achilles Mussche – De twee vaderlanden
- 1931: Raymond Herreman – De roos van Jericho
- 1934: Jan van Nijlen – Geheimschrift
- 1938: Raymond Herreman – Het helder gelaat
- 1941: Herwig Hensen –
- 1944/1946: Bert Decorte – Refreinen
- 1947; Karel Jonckheere – Spiegel der zee
- 1950; Maurice Roelants – Lof der Liefde
- 1953: Gaston Burssens –
- 1956: Karel Jonckheere – Van zee tot schelp
- 1959: Gaston Burssens – Adieu
- 1962: Hubert van Herreweghen – Gedichten III
- 1965: Jos De Haes – Azuren Holte
- 1968: Paul Snoek – De zwarte muze
- 1971: Hugo Claus – Heer Everzwijn
- 1974: René Verbeeck – Liefdeliedjes voor Saraï
- 1977: Hugues C. Pernath – Nagelaten gedichten

### Prijs van de Vlaamse Gemeenschap
- 1980: Anton van Wilderode – Dorp zonder ouders
- 1983: Pieter Geert Buckinx – Verzamelde gedichten
- 1986: Roger M.J. De Neef – De vertelkunst van de bloemen
- 1989: Eddy van Vliet – De binnenplaats
- 1992: Leonard Nolens – Liefdes Verklaringen
- 1995: Stefan Hertmans – Muziek voor de overtocht
- 1998: Miriam Van hee – Achter de bergen
- 2001: Dirk van Bastelaere – Hartswedervaren
- 2004: Roland Jooris – Gekras
- 2007: Peter Holvoet-Hanssen – Spinalonga
- 2010: Paul Bogaert – de Slalom soft